# Nicolas Oudinot
Nicolas-Charles-Marie Oudinot, (n. 25 aprilie 1767, Bar-le-Duc, Lorraine⁠(d), Franța – d. 13 septembrie 1847, Paris, Franța), a fost un general francez al perioadei revoluționare și napoleoniene, Mareșal al Primului Imperiu (demnitate acordată în 1809) și pair al Franței. 
Voluntar în regimentul Médoc-Infanterie în 1784, Oudinot devine căpitan al unei companii formate la Bar-le-Duc în 1789 și apoi locotenent-colonel în noiembrie 1791. În noiembrie 1793, în urma comportamentului său în bătălia de la Bitche, devine colonel și apoi se remarcă la bătălia de la Haguenau, pe 17 decembrie, când este rănit serios la cap. Pe 23 mai 1794, la Kaiserslautern, se remarcă din nou, conducând o impresionantă șarjă la baionetă, fiind numit general de brigadă o lună mai târziu. Pe 18 octombrie 1795, la bătălia de la Neckerau, este rănit de 6 ori și este capturat de austrieci. Este apoi eliberat, pe 7 ianuarie 1796, în cadrul unui schimb de prizonieri și își continuă cariera în armatele „Rinului”, „din Germania” și apoi „din Elveția”. În cadrul acestei din urmă armate, se remarcă în mod deosebit și este numit general de divizie, la propunerea comandantului armatei, generalul Masséna. În 1800, Oudinot îl urmează pe Masséna în Italia, luptând la Genova. 
După proclamarea Imperiului, Oudinot face campania din 1805, fiind rănit la coapsă la Bătălia de la Hollabrunn (8 octombrie 1805) și, fiind convalescent, asistă totuși la bătălia de la Austerlitz, unde supraveghează operațiunile diviziei sale de grenadieri și carabinieri reuniți, comandată provizoriu de Duroc. Apoi, în 1807, Oudinot se remarcă din nou la Danzig, unde este din nou rănit grav la picior, în luna mai, ceea ce nu îl împiedică să participe la victoria de la Friedland. Devine conte al Imperiului în 1808 și participă la operațiunile din cadrul războiului celei de-a Cincea Coaliții, câștigând o bătălie la Pfaffenhofen (19 aprilie 1809), apoi participând cu distincție la bătăliile de la Essling și Wagram, în ambele ocazii fiind rânit. Devine Mareșal al Imperiului în 1809 și Duce de Reggio în 1810. Participă apoi la campania din Rusia, câștigând la Polotsk, pe 17 august 1812, dar fiind grav rănit. Convalescent, își reia totuși funcția de comandant de Corp în timpul retragerii fiind din nou rănit la Berezina. În timpul campaniei din Saxonia, comandă extrema dreaptă a Marii Armate la bătălia de la Bautzen și câștigă bătălia de la Hoyerswerda (28 mai), dar este apoi învins de Bernadotte la Gross Beeren (23 august). Luptă apoi la Wachau și la Leipzig. În 1814 Franța este invadată și Oudinot este mereu în centrul acțiunii, văzând moartea cu ochii la Brienne, unde a avut ambele picioare atinse de o ghiulea, apoi la Arcis-sur-Aube, unde un glonte este oprit de placa decorației de Mare Vultur al Legiunii de Onoare. Cu această rană, Mareșalul acumulează nu mai puțin de 32 de răni, pe tot parcursul carierei sale, fiind Mareșalul rănit cel mai des. 
După revenirea din exil a lui Napoleon I, Oudinot este convocat de Împărat dar transmite mesajul că nu dorește să se implice pentru că nu dorește «să joace un rol dublu, nici să servească doi stăpâni», fapt ce stârnește mânia Ministrului de Război Davout, care îi ordonă să se retragă pe domeniul său. După a doua Restaurație, Oudinot este membru al Consiliului privat și comandant al Gărzii Naționale din Paris. În 1817 este numit duce și pair al Franței, luând parte la noua campanie din Spania.  
Ultimul său post a fost acela de Guvernator al Invalizilor. Numele Oudinot este înscris pe Arcul de Triumf din Paris.  